# Paropisthopatus costesi
Paropisthopatus costesi är en klomaskart som först beskrevs av Gravier och Fage 1925.  Paropisthopatus costesi ingår i släktet Paropisthopatus och familjen Peripatopsidae. Inga underarter finns listade i Catalogue of Life.